# Récif corallien d'eau froide

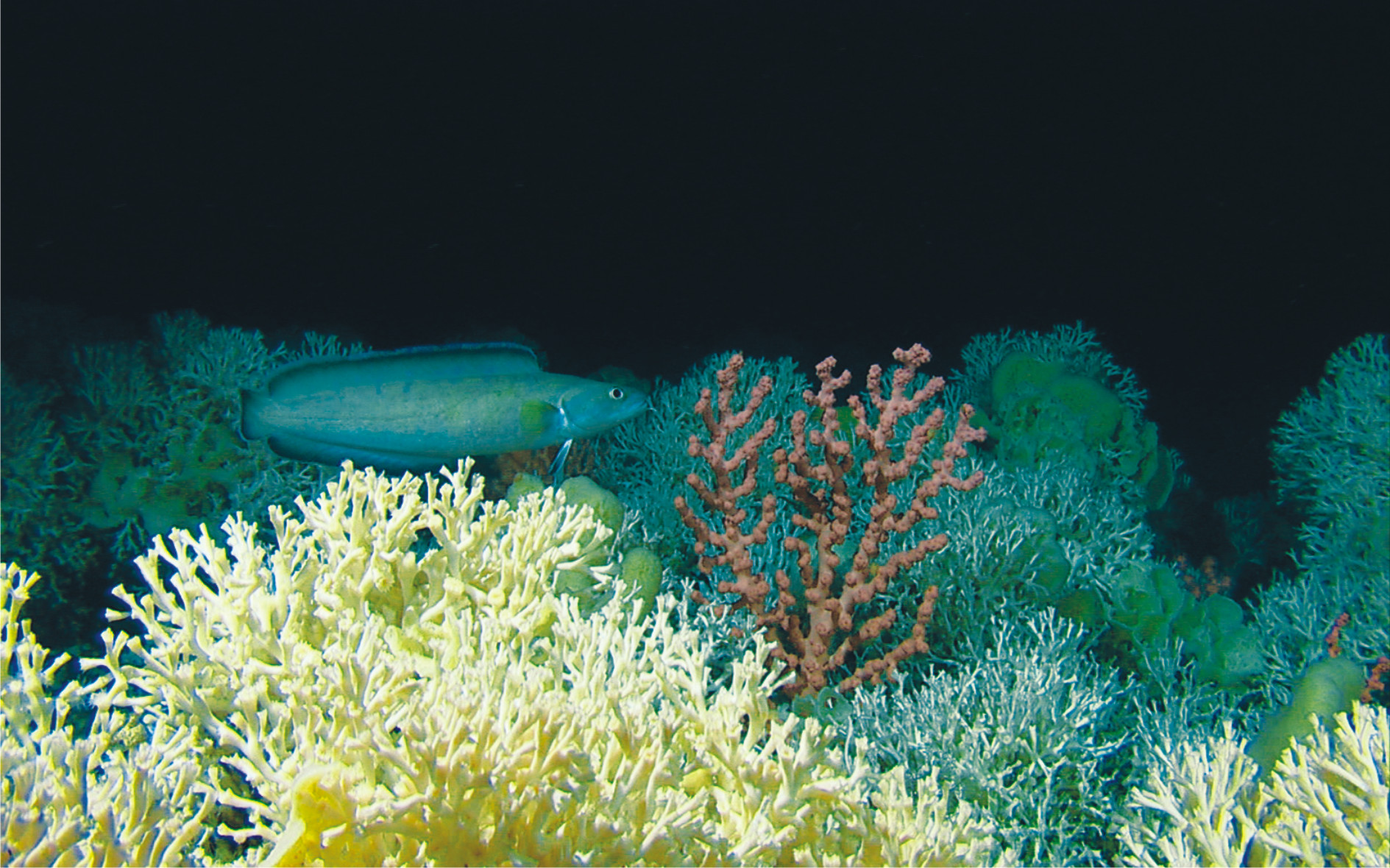
Récif de corail Desmophyllum pertusum.

Les récifs coralliens d'eau froide, ou d'eau profonde, vivent dans un environnement marin plus profond et plus sombre que celui des récifs coralliens de surface, à partir de 39 mètres, où les températures peuvent atteindre 4 °C, plus profond encore que les récifs coralliens mésophotiques. Ce sont des cnidaires madréporiques, le plus souvent des coraux durs, mais ils incluent aussi certains coraux noirs et quelques coraux mous, y compris des gorgones. Ils forment, comme ceux de surface, un véritable écosystème.
À la différence des coraux d'eaux chaudes, ces coraux ne dépendent pas de la zooxanthelle ; ils peuvent donc aisément se développer en eaux profondes. Des agrégations de plusieurs kilomètres de corail Desmophyllum pertusum  se trouvent par exemple un peu partout dans le monde, mais beaucoup d'autres espèces d'eaux froides contribuent à l'élaboration de récifs profonds.
Bien qu'il existe presque autant d'espèces de coraux en eau profonde que d'espèces de surface, seules quelques espèces d'eau profonde sont capables de développer des récifs. Les coraux forment des agrégations appelées plaque, monticule, massif, taillis ou bosquet. Ces agrégations sont souvent désignées comme des « récifs », mais diffèrent structurellement et fonctionnellement. En effet, à  l'origine le mot « récif » désigne une structure « rocheuse » à fleur d’eau d'origine biologique ou non, mais dans le cadre de la vulgarisation de cet écosystème, la dénomination « récif corallien d'eau froide » est largement répandue.
Les câbles sous-marins et des méthodes de pêche comme le chalutage de fond ont tendance à casser les coraux isolés et détruisent les récifs. Les récifs coralliens d'eau froide sont protégés par l’United Kingdom Biodiversity Action Plan (en) de la convention sur la diversité biologique.

## Découverte et étude

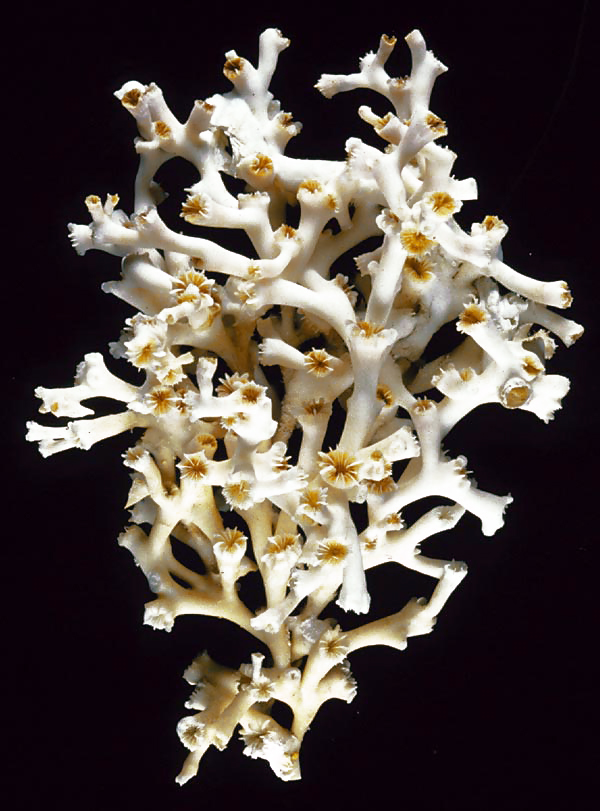
Le corail Lophelia n'a pas de pigmentation.

Les coraux d'eau froide sont énigmatiques, parce qu'ils construisent également leurs récifs dans les eaux sombres et fraîches des hautes latitudes, comme sur le plateau continental de la Norvège. Ils ont été découverts par des pêcheurs il y a environ 250 ans, ce qui a suscité l'intérêt des scientifiques. Ces premiers scientifiques ne savaient pas comment ces récifs pouvaient vivre dans les conditions apparemment stériles et sombres des latitudes septentrionales. Il a fallu attendre que le développement technologique permette à un sous-marin habité d'atteindre une profondeur suffisante, pour que les scientifiques commencent à comprendre ces organismes. Le travail de pionnier de Wilson (1979) a permis la découverte d'une colonie sur le banc de Porcupine, au large de l'Irlande. La première vidéo d'un grand récif corallien d'eau profonde a été obtenue en juillet 1982, quand la compagnie pétrolière norvégienne Statoil a trouvé sur 15 mètres de hauteur et 50 mètres de large, un récif à 280 mètres de profondeur près de l'île Fugloy, au nord du cercle polaire, au large des côtes septentrionales de la Norvège.
Au cours de leur enquête sur le récif Fugloy, Hovland et Mortensen ont également trouvé des pockmarks, des cratères dans les grands fonds résultant de la libération de gaz ou de liquide, près du récif. Depuis lors, des centaines de récifs coralliens ont été cartographiés et étudiés. Environ 60 % des récifs vivent  à côté ou à l'intérieur des pockmarks. Étant donné que ces cratères sont formés par l'expulsion de liquides et de gaz (notamment le méthane), plusieurs scientifiques émettent l'hypothèse qu'il y a peut-être un lien entre l'existence des récifs coralliens en eau profonde et de nutriments par infiltration (hydrocarbures légers, tels que méthane, éthane et propane) à travers le plancher océanique. Cette hypothèse est appelée « théorie hydraulique » pour les récifs coralliens d'eau profonde.
Les communautés de Lophelia abritent une vie marine diversifiée, tels que des éponges, des vers polychètes, des mollusques, des crustacés, des ophiures, des étoiles de mer, des oursins, bryozoaires, les araignées de mer, des poissons et de nombreuses autres espèces de vertébrés et d'invertébrés.
Le premier colloque international pour les coraux d'eau profonde a eu lieu à Halifax, au Canada en 2000. Le symposium a examiné tous les aspects des coraux d'eau profonde, y compris les méthodes de protection.
Au large de la Nouvelle-Écosse, des chercheurs ont découvert récemment des coraux dits d'eau froide qui peuvent vivre jusqu'à sept kilomètres de profondeur.

## Taxinomie
La plupart des coraux d'eau profonde sont des coraux durs, c'est-à-dire des cnidaires Hexacoralliaires (zoanthaires), par opposition aux coraux mous (Octocoralliaires).

## Distribution

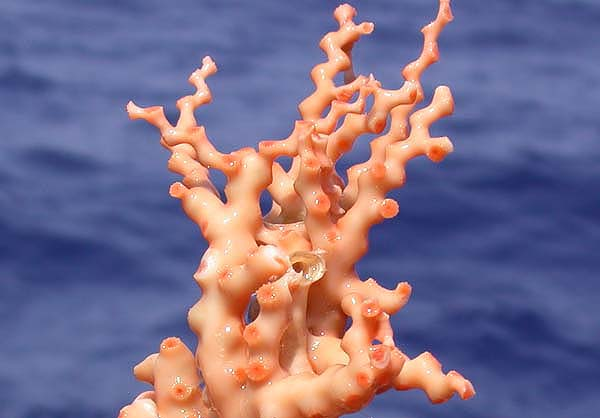
Ce spécimen de Madrepora oculata a été recueilli au large de la côte de la Caroline du Sud.

Les coraux d'eau profonde vivent dans tous les océans, formant de gros récifs dans l'extrême Nord et l'extrême Sud de l'Atlantique, ainsi que dans les tropiques, dans des endroits comme la côte de la Floride. Dans le nord de l'Atlantique, les principales espèces de coraux qui contribuent à la formation de récifs sont Lophelia pertusa, Oculina varicosa, Madrepora oculata, Desmophyllum cristagalli, Enallopsammia rostrata, Solenosmilia variabilis, et Goniocorella dumosa. Quatre genres (Lophelia, Desmophyllum, Solenosmilia, et Goniocorella) constituent la plupart des récifs coralliens de 400 à 700 mètres de profondeur.
Madrepora oculata vit jusqu'à 2 020 mètres et fait partie d'une douzaine d'espèces qui se rencontrent dans tous les océans, y compris sub-antarctiques. Des colonies de Enallopsammia contribuent à former des talus coralliens à des profondeurs de 600 à 800 mètres dans le détroit de Floride.

### Distribution du corail Lophelia

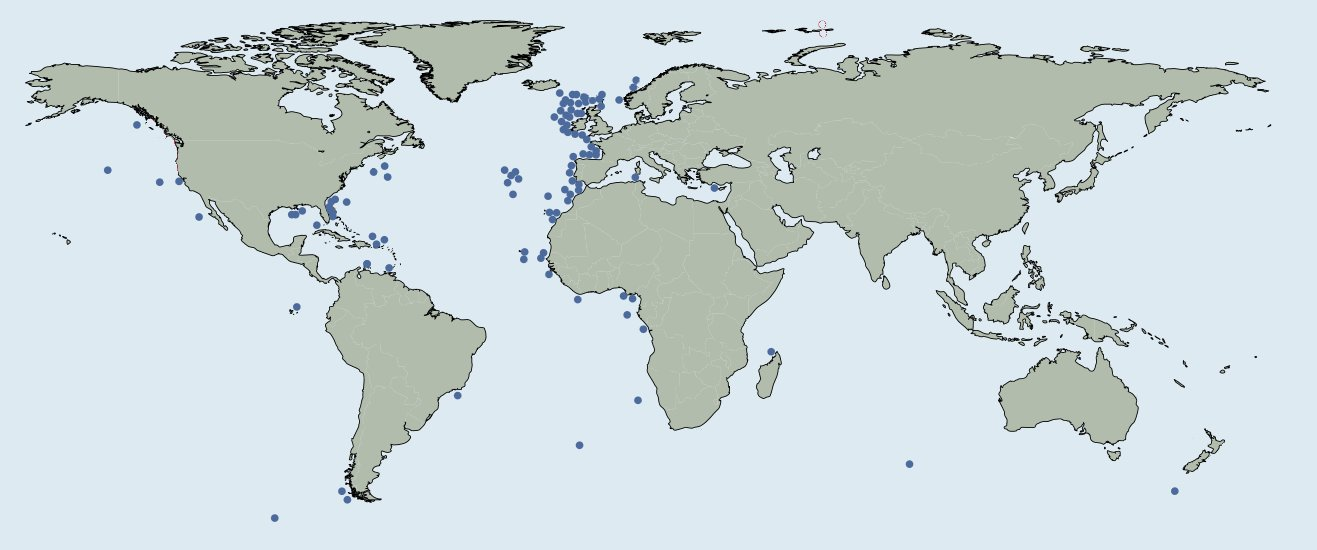
Répartition mondiale du corail Lophelia

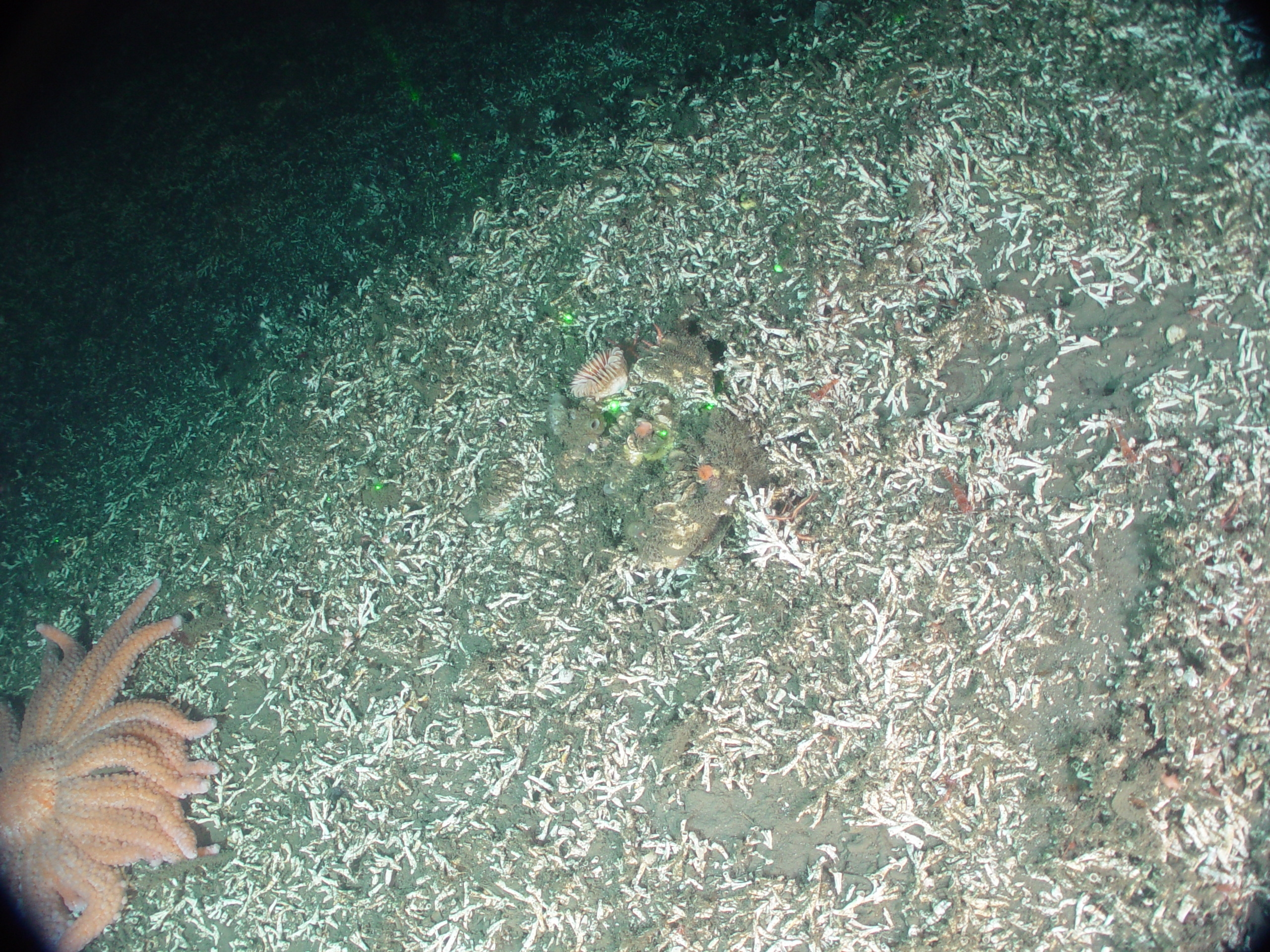
Un récif de Lophelia pertusa après le passage d'un chalutier de fond au large de la péninsule Olympique (État de Washington).

L'une des espèces les plus courantes de corail d'eau froide, Lophelia pertusa, vit dans le Nord-Est et le Nord-Ouest de l'océan Atlantique, au Brésil et au large des côtes ouest de l'Afrique.
En plus des fonds océaniques, des scientifiques ont trouvé des colonies de Lophelia sur des installations pétrolières en mer du Nord, bien que l'exploitation pétrolière et de gaz puissent introduire des substances nocives dans l'environnement.
Le plus grand récif au monde de corail Lophélia est le récif Røst. Il est situé entre 300 et 400 mètres de profondeur, à l'ouest de l'île de Røst, dans l'archipel des Lofoten, en Norvège, à l'intérieur du cercle Arctique. Découvert lors d'une enquête de routine en mai 2002, le récif est encore intact. Il mesure environ 40 kilomètres de longueur, pour 3 kilomètres de largeur.
Découvert et cartographié en 2002, le récif Tisler est vieux de plus de 1 000 ans, et mesure 2 kilomètres de longueur. Il se situe à une profondeur de 74 à 155 mètres, dans le Skagerrak en Norvège, qui est la frontière sous-marine entre la Norvège et la Suède. Le récif Tisler est le seul au monde à abriter la variété de corail Lophelia jaune. Ailleurs dans le nord-est de l'Atlantique, le corail Lophelia se trouve autour des îles Féroé, un groupe d'îles entre la mer de Norvège, et le Nord-Est de l'océan Atlantique. Le corail Lophelia est présent à des profondeurs allant de 200 à 500 mètres, sur le bassin Rockall, sur le rebord du plateau au nord et à l'ouest de l'Écosse.
L'un d'eux, celui de la butte-Thérèse, est particulièrement connu pour ses colonies de Lophelia pertusa et Madrepora oculata. Des récifs de Lophelia sont aussi présents le long de la côte Est des États-Unis, à des profondeurs de 500 à 850 mètres, et le long de la base de la pente du cap Hatteras de Floride. Au sud du cap Lookout en Caroline du Nord, au fond du plateau de Blake, se trouve un important groupe de crêtes coiffées de corail Lophelia. Ces communautés se situent dans des zones non protégées, où se trouvent des réserves de pétrole et de gaz, les rendant particulièrement vulnérables à l'activité humaine.

## Croissance
Les coraux d'eaux profondes se développent plus lentement que les coraux d'eaux peu profondes, car ils n'ont pas de zooxanthelles pour les nourrir. Les coraux d'eaux profondes, comme le corail Lophelia, croissent d'environ 10 mm/an. En revanche, les coraux d'eaux peu profondes, comme les acropores, peuvent dépasser 10 à 20 cm/an. Les estimations de croissance des récifs sont d'environ 1 mm/an. Les scientifiques ont estimé, grâce à des méthodes de datation, que certains récifs ont au moins 10 000 ans.

## Galerie

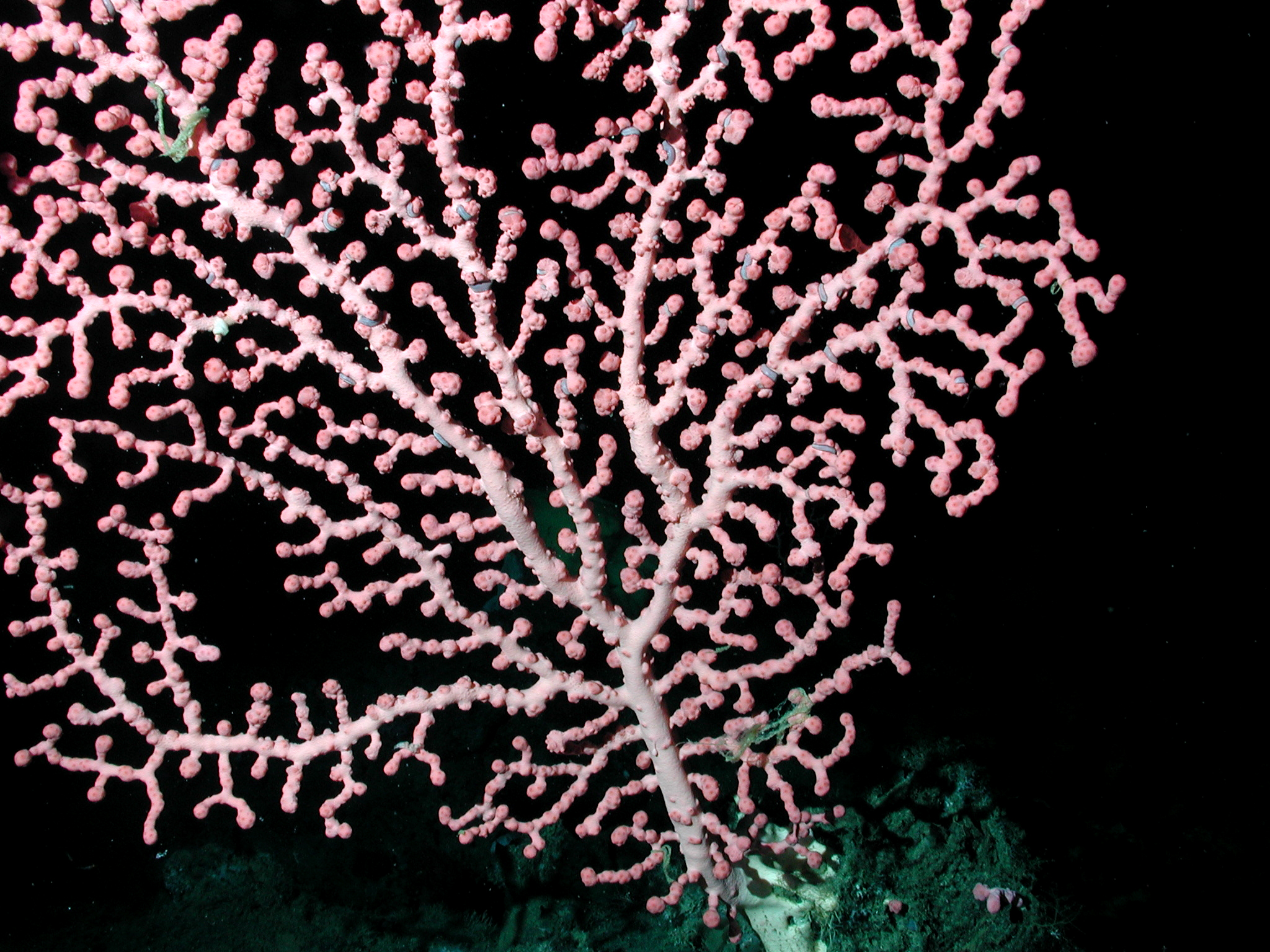
Corail bubblegum  (Paragorgia arborea) à 1 257 m de profondeur dans les eaux de Californie.
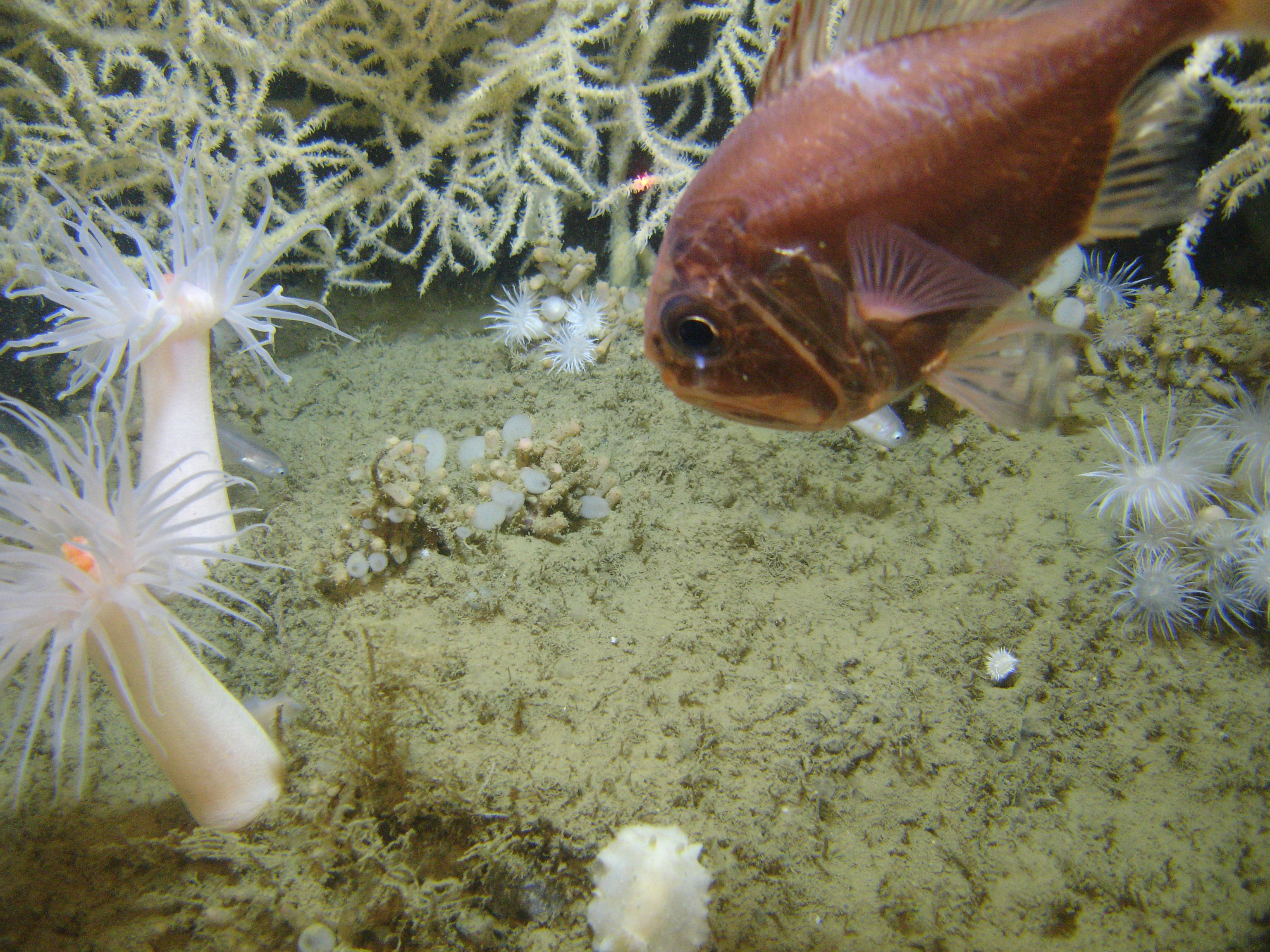
Hoplostethus occidentalis dans un récif corallien d'eau froide.
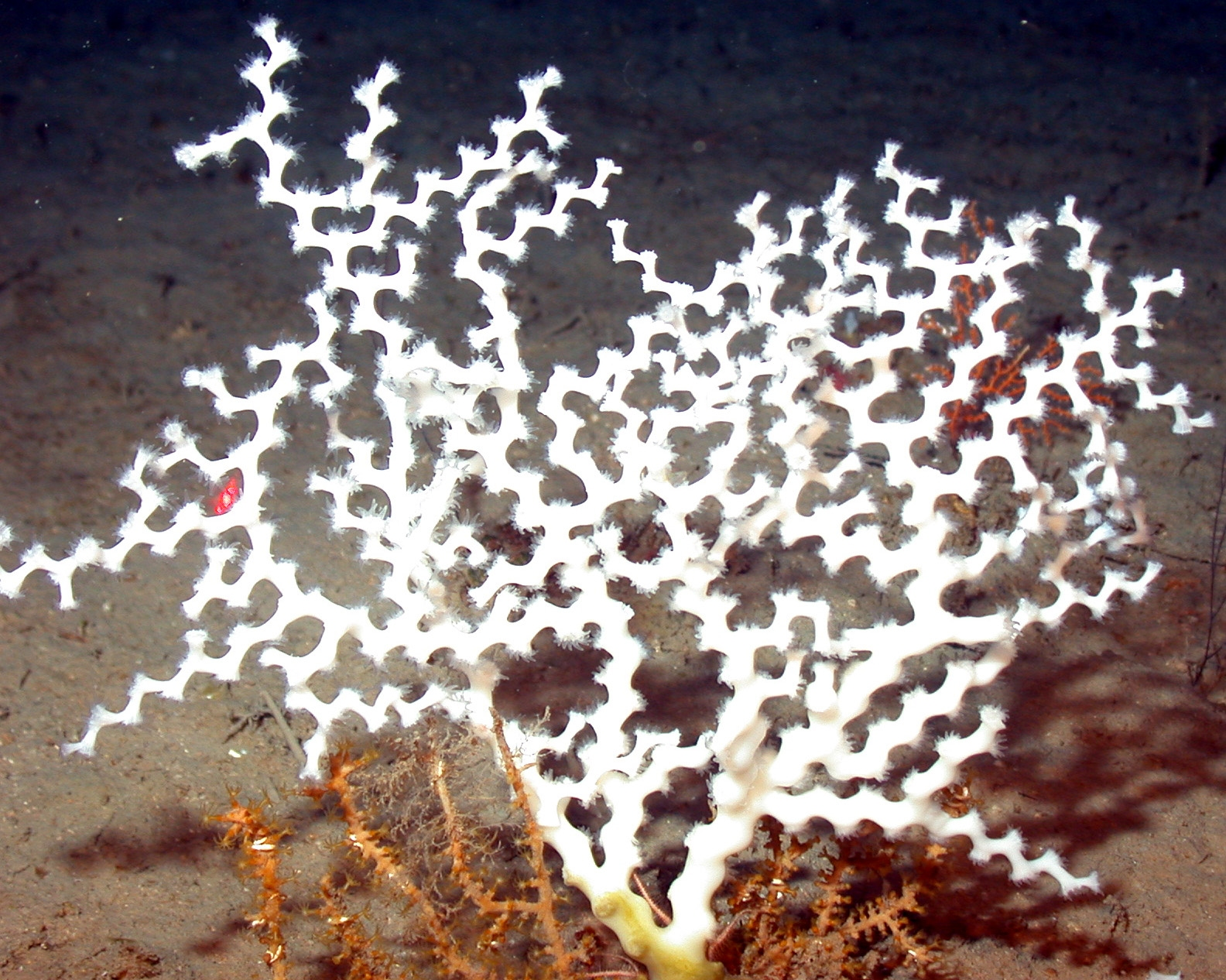
Un corail Zigzag (Madrepora oculata).

### Bibliographie

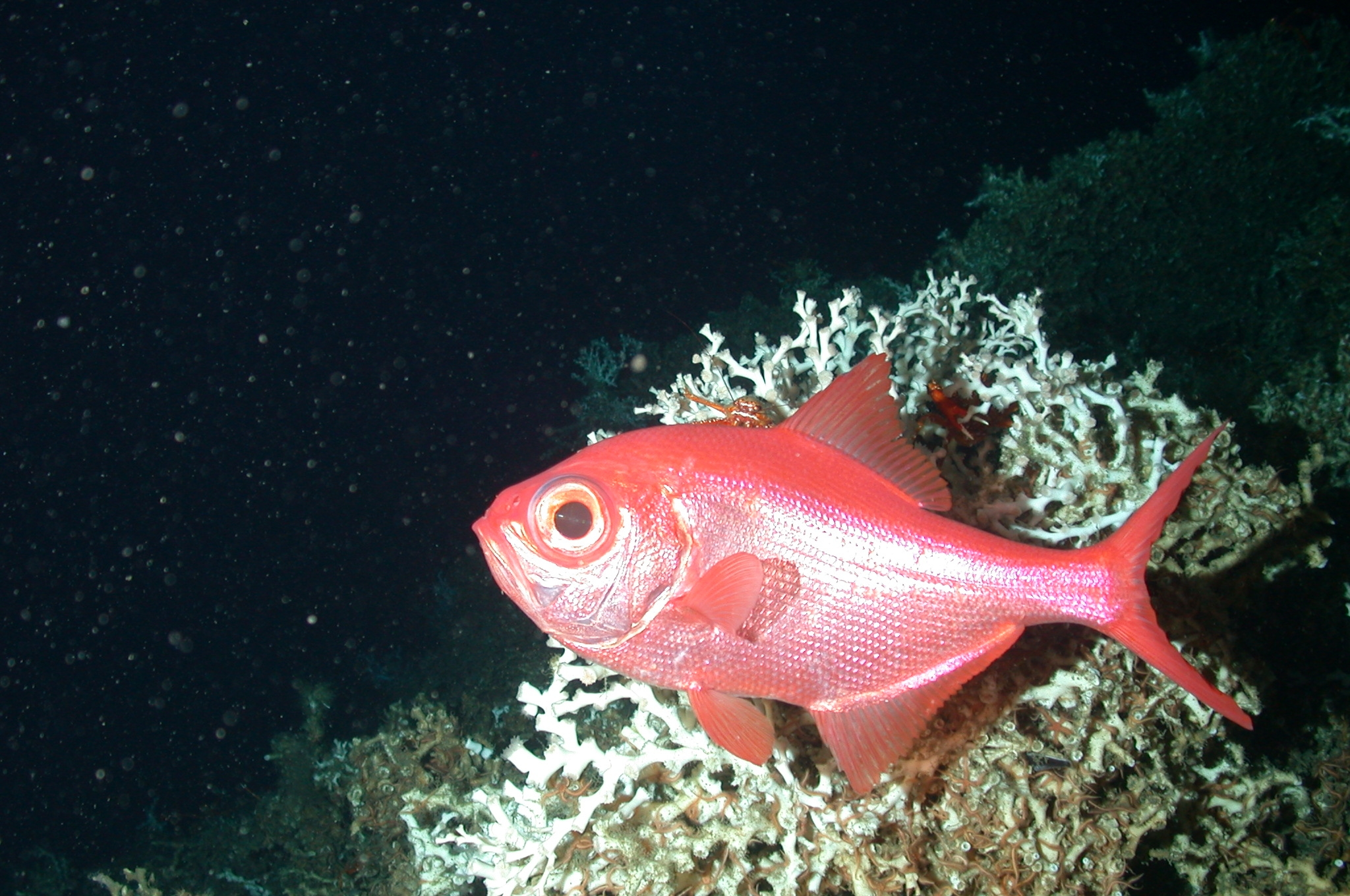
Un béryx commun dans un récif corallien d'eau froide.